# Jady, ili Vsemirnaja istorija otravlenij
Jady, ili Vsemirnaja istorija otravlenij (russisk: Яды, или Всемирная история отравлений. da.: Gifte, eller forgiftningens verdenshistorie) er en russisk absurd komediefilm fra 2001 instrueret af Karen Sjakhnazarov.

## Medvirkende
- Ignat Akratjkov som Oleg Volkov
- Oleg Basilasjvili som Ivan Petrovitj Prokhorov / Pave Alexander 6.
- Zjanna Dudanova som Katja
- Aleksandr Basjirov som Arnold Sjarapov
- Olga Tumajkina som Zoja Filimonova